# 토스카나 방언
토스카나 방언(이탈리아어: dialetto toscano)은 로망스어군에 속한 이탈리아달마티아어 방언군의 하나로, 주로 이탈리아 토스카나, 코르시카, 사르데냐 일부 지역에서 사용된다. 코르시카 측 도서 지역에서 사용되는 방언은 보통 코르시카어로 따로 구분한다.
표준 이탈리아어는 토스카나 방언, 그 중에서도 특히 피렌체 방언에 기반을 두고 있다. 이는 단테 알리기에리 등 14~15세기 문학가들의 영향으로 이탈리아 전역에서 문화의 언어가 되었으며, 이탈리아 통일 이후 성립된 이탈리아 왕국에서 국민 공용어로 받아들여졌다.
한편 표준 이탈리아어와 다른 토스카나 방언 고유의 특징도 있는데, 예컨대 음운 면에서는 특정 환경에서 /k/, /t/, /p/가 [h], [θ], [ɸ] 음으로 약화되는 "토스카나 고르지아"나 g와 c의 약화 현상 등이 있다.

## 같이 보기
- 이탈리아어
- 이탈리아의 언어